# 334 학제
334 학제는 중학교 3년, 고등학교 3년, 대학교 4년을 의미하며 홍콩 등 많은 나라에서 실시되고 있는 교육 제도이다.

## 홍콩
334학제는 홍콩의 고등 교육 및 고등 교육을 위한 학업 구조로, 중학교 3년, 고등학교 3년, 대학 교육 4년의 구조를 말한다.
이 프로그램은 영국의 3-2-2-3 제도(중학교 3년, 고등학교 2년, 입학 과정 2년, 대학 교육 3년)를 대체했다. 이 제도는 2009학년도부터 시작되었다. 2012년까지 HKDSE는 HKCEE(O 레벨) 및 HKALE(A 레벨)을 대체했다.

## 같이 보기
- 3223 학제